# Piccolet
Piccolet est une comédie-vaudeville en un acte d'Eugène Labiche,  Auguste Lefranc et Armand Montjoye, créée au théâtre du Palais-Royal le 30 septembre 1852.

## Distribution
| Acteurs et actrices ayant créé les rôles               |                   |
| Personnage                                             | Acteur ou actrice |
| Piccolet, rentier, 26 ans                              | Hyacinthe         |
| Chambourdon, candidat à la chambre de commerce, 50 ans | Amant             |
| Miochin, prôneur de Chambourdon                        | Auguste           |
| Aline, nièce de Chambourdon                            | Mlle Kleine       |
| Gilette, servante d'hôtel                              | Mlle Gallois      |